# Final de la Copa de Oro de la Concacaf 2019
La Final de la Copa de Oro de la Concacaf 2019 la disputaron las selecciones de México y Estados Unidos, que se clasificaron en las semifinales tras vencer a Haití y Jamaica respectivamente. El encuentro se jugó a las 21 horas con 15 minutos (hora local) del 7 de julio, en el Soldier Field de Chicago.

## Sede
El estadio había sido confirmado como sede de la final el 27 de septiembre de 2018, siendo designado solo para albergar la final del torneo. A pesar de que el estadio normalmente alberga partidos de fútbol americano, también suele albergar partidos de fútbol y fue el campo del Chicago Fire de la Major League Soccer desde 1998 hasta 2005. También fue una de las sedes de la Copa Mundial de Fútbol de 1994 que se celebró en Estados Unidos y de la final de esta competencia en el 2007.
El estadio tiene capacidad para 61 500 espectadores, lo que lo convierte en el estadio de la Liga Nacional de Fútbol Americano de menor capacidad.

## Enfrentamiento
| Bandera de México | vs. | Bandera de Estados Unidos |
| México 1          | vs. | Estados Unidos 0          |
| ----------------- | --- | ------------------------- |

### Finales jugadas anteriormente
| Equipo         | Finales jugadas anteriormente                              |
| -------------- | ---------------------------------------------------------- |
| Estados Unidos | 1991, 1993, 1998, 2002, 2005, 2007, 2009, 2011, 2013, 2017 |
| México         | 1993, 1996, 1998, 2003, 2007, 2009, 2011, 2015             |

## Antecedentes
El siguiente cuadro muestra el historial de enfrentamientos en ediciones anteriores de la Copa de Oro de la Concacaf entre los equipos que disputaron la final.
| Partido                  | Antecedentes | Antecedentes | Antecedentes              |
| Partido                  | Edición      | Fase         | Resultado                 |
| ------------------------ | ------------ | ------------ | ------------------------- |
| México vs Estados Unidos | 1991         | Semifinal    | Estados Unidos 2:0 México |
| México vs Estados Unidos | 1993         | Final        | México 4:0 Estados Unidos |
| México vs Estados Unidos | 1998         | Final        | México 1:0 Estados Unidos |
| México vs Estados Unidos | 2007         | Final        | Estados Unidos 2:1 México |
| México vs Estados Unidos | 2009         | Final        | Estados Unidos 0:5 México |
| México vs Estados Unidos | 2011         | Final        | México 4:2 Estados Unidos |

## Camino a la final
| Equipo    | Pts | PJ | PG | PE | PP | GF | GC | Dif |
| --------- | --- | -- | -- | -- | -- | -- | -- | --- |
| México    | 9   | 3  | 3  | 0  | 0  | 13 | 3  | 10  |
| Canadá    | 6   | 3  | 2  | 0  | 1  | 12 | 3  | 9   |
| Martinica | 3   | 3  | 1  | 0  | 2  | 5  | 7  | -2  |
| Cuba      | 0   | 3  | 0  | 0  | 3  | 0  | 17 | -17 |

| Equipo            | Pts | PJ | PG | PE | PP | GF | GC | Dif |
| ----------------- | --- | -- | -- | -- | -- | -- | -- | --- |
| Estados Unidos    | 9   | 3  | 3  | 0  | 0  | 11 | 0  | 11  |
| Panamá            | 6   | 3  | 2  | 0  | 1  | 6  | 3  | 3   |
| Guyana            | 1   | 3  | 0  | 1  | 2  | 3  | 9  | -6  |
| Trinidad y Tobago | 1   | 3  | 0  | 1  | 2  | 1  | 9  | -8  |

## Final
| 7 de julio de 2019 | México                    | 1:0 (0:0) | Estados Unidos | Soldier Field, Chicago                                    |                                                           |
| 21:15 ET (UTC-4)   | Dos Santos 73' (Jiménez ) | Reporte   |                | Asistencia: 62 493 espectadores Árbitro(s): Mario Escobar | Asistencia: 62 493 espectadores Árbitro(s): Mario Escobar |

|  |  |

| POR             | 13 | Guillermo Ochoa     |  |     |
| DEF             | 21 | Luis Rodríguez      |  |     |
| DEF             | 3  | Carlos Salcedo      |  |     |
| DEF             | 15 | Héctor Moreno       |  |     |
| DEF             | 23 | Jesús Gallardo      |  |     |
| MED             | 6  | Jonathan dos Santos |  |     |
| MED             | 4  | Edson Álvarez       |  |     |
| MED             | 18 | Andrés Guardado     |  | 89' |
| DEL             | 22 | Uriel Antuna        |  | 86' |
| DEL             | 9  | Raúl Jiménez        |  |     |
| DEL             | 20 | Rodolfo Pizarro     |  | 81' |
| Cambios:        |    |                     |  |     |
| MED             | 8  | Carlos Rodríguez    |  | 81' |
| DEL             | 11 | Roberto Alvarado    |  | 86' |
| DEF             | 5  | Diego Reyes         |  | 89' |
| Entrenador:     |    |                     |  |     |
| Gerardo Martino |    |                     |  |     |

| POR             | 1  | Zack Steffen      |  |     |
| DEF             | 14 | Reggie Cannon     |  |     |
| DEF             | 19 | Matt Miazga       |  |     |
| DEF             | 23 | Aaron Long        |  |     |
| DEF             | 13 | Tim Ream          |  | 83' |
| MED             | 8  | Weston McKennie   |  |     |
| MED             | 10 | Christian Pulisic |  |     |
| MED             | 4  | Michael Bradley   |  |     |
| DEL             | 11 | Jordan Morris     |  | 61' |
| DEL             | 17 | Jozy Altidore     |  | 64' |
| DEL             | 7  | Paul Arriola      |  |     |
| Cambios:        |    |                   |  |     |
| MED             | 15 | Cristian Roldán   |  | 61' |
| DEL             | 9  | Gyasi Zardes      |  | 64' |
| DEF             | 16 | Daniel Lovitz     |  | 83' |
| Entrenador:     |    |                   |  |     |
| Gregg Berhalter |    |                   |  |     |

| Jugador del Partido: Jonathan Dos Santos Árbitros asistentes: William Arrieta Humberto Panjoj Cuarto árbitro: Juan Gabriel Calderón | Reglas del partido - 90 minutos. - 30 minutos de tiempo suplementario si fuera necesario. - Tiros desde el punto penal si el resultado siguiera empatado. - Un máximo de 12 jugadores sustitutos. - Máximo de tres cambios, con un cuarto permitido en la prórroga. |

| Estadísticas        | Bandera de México | Bandera de Estados Unidos |
| Tiros               | 20                | 11                        |
| Tiros a puerta      | 5                 | 3                         |
| Faltas              | 10                | 17                        |
| Saques de esquina   | 3                 | 7                         |
| Penaltis            | 0                 | 0                         |
| Fueras de juego     | 2                 | 2                         |
| Posesión de balón   | 57%               | 43%                       |
| Balones recuperados | 35                | 26                        |
| Pases               | 487               | 377                       |

|                   |
| Bandera de México |
| Campeón México    |
| 11° título        |